# Draba archibaldii
Espèce
Classification phylogénétique
 (juillet 2020).
Si vous disposez d'ouvrages ou d'articles de référence ou si vous connaissez des sites web de qualité traitant du thème abordé ici, merci de compléter l'article en donnant les références utiles à sa vérifiabilité et en les liant à la section « Notes et références ».
Draba archibaldii, parfois appelée Drave d'Archibald, est une espèce végétale de la famille des Brassicaceae (crucifères). C'est une plante en coussin de 3 à 7 cm de hauteur.